# 월포로
월포로(Wolpo-ro)는 대한민국의 경상북도 포항시 북구 청하면 중심부를 연결하는 도로이다.

## 노선 경로
- 청하교차로
  - 국도 제7호선 (동해대로)
- 월포해수욕장사거리
  - 해안로

## 같이 보기
- 월포해수욕장